# Gaswerk Mödling
Das Gaswerk Mödling war ein privat geführtes Gaswerk, das sich eigentlich in Maria Enzersdorf in Niederösterreich befand und von 1874 bis Ende der 1950er-Jahre in Betrieb war.

## Geschichte
In Maria Enzersdorf an der Ecke Hauptstraße-Leebgasse stand ein Gaswerk, das im Jahr 1874 errichtet wurde. Es hatte die Konskriptionsnummer 133, die besagt, dass es das 133. Gebäude im Ort war.
1874 schloss der aus Nürnberg stammende Zivilingenieur Georg Brock (1840–1885) mit Josef Schöffel, dem damaligen Bürgermeister der Stadt Mödling. einen Liefervertrag, nach dem er die Stadt 25 Jahre lang mit Steinkohlegas beliefern durfte. Auf Grund dieser Lieferverträge wurde im Jahr 1875 die Firma Brock-Bächle & Lenz gegründet und bekam am 4. Mai 1875 von der Bezirkshauptmannschaft Baden (den Bezirk Mödling gab es erst ab 1896) die Konzession zur Gaserzeugung. Auch Maria Enzersdorf schloss einen solchen Liefervertrag.
Wurde das Gas vorerst zur Straßenbeleuchtung verwendet, so schlossen sich bald auch Privathäuser ans Gasnetz an. Für die Gemeinden wurde es eine empfindliche finanzielle Belastung, da die Lieferverträge vorsahen, dass die Kommune für die Erhaltung und Erweiterung der Leitungsnetze aufzukommen hatten. Erst 1899, als die Lieferverträge ausliefen, konnten günstigere Bedingungen für die Gemeinden ausgehandelt werden.
Durch den steigenden Bedarf erwarb die Firma Brock-Bächle & Lenz in den Jahren 1886 bis 1892 auch die Nachbargrundstücke und erweiterte die Anlagen.
In den kommenden Jahren wechselte die Gasanstalt, wie sie auch hieß, mehrmals den Besitzer. So waren 1909 die Vereinigten Gaswerke Augsburg Eigentümer. Durch neuerliche Vertragsverbesserungen für die Kunden wurde der Absatz auch erhöht.
Im Jahr 1911 wurde das Gaswerk von der Allgemeinen Österreichisch-ungarischen Gasgesellschaft Triest übernommen. Seit der Übernahme durch dieses Unternehmen, mit dem die Stadt Mödling einen Liefervertrag bis 1963 abschloss, führte das Gaswerk den Namen Gaswerk Mödling.
Am Ende des Ersten Weltkrieges, genau am 15. Oktober 1918 musste der Betrieb wegen Kohlemangels eingestellt werden.
Im Jahr 1927 war der Eigentümer laut Grundbuch die Mödlinger Gaswerke AG. Im Jahr 1927 wurde die Mödlinger Gaswerk AG von der Gesellschaft für Gasindustrie in Augsburg gekauft.
Als im Jahr 1938 der Bezirk Mödling zu Groß-Wien zugeschlagen wurde, ging auch das Mödlinger Gaswerk Mitte 1942 in den Besitz der Wiener Gaswerke über. Die Übergabe war jedoch rechtlich ein langer Prozess. Wurde der Kaufvertrag bereits 1942 abgeschlossen, so wurde er grundbücherlich erst 1947 durchgeführt.
Während der Bezirk Mödling endgültig 1954 wieder aus Groß-Wien ausgegliedert wurde und die alten Verträge von vor 1938 Gültigkeit hatten, ging das Gaswerk erst 1957 endgültig in den Besitz der Wiener Gaswerke über. Diese übernahmen auch die öffentlichen Leitungsnetze der bisherigen Kunden und schlossen neue Lieferverträge über 50 Jahre ab.
Das Gaserzeugung im Gaswerk Mödling wurde aber bald zuerst reduziert und dann komplett eingestellt. Das Gelände wurde von den Stadtwerken noch lange Jahre als Lager und Stützpunkt benutzt, wurde aber schließlich verkauft.